# فلفل شیطان
راولفیا (نام علمی: Rauvolfia) نام یک سرده از تیره خرزهره‌ایان است.